# Al Hussein
Al Hussein es un misil balístico iraquí de alcance medio, desarrollado a partir de 1988. Se trata de una modificación del R-17 Scud B soviético que duplicaba el alcance de este a cambio de una menor precisión y una cabeza de menor tamaño.
Las modificaciones al Scud original consistieron en un alargamiento del tanque de oxidante en 0,95 m y de 0,45 m en el tanque de combustible. La masa de la cabeza fue reducida de 1000 kg a 500 kg. Estos cambios aumentaron el alcance de 280 km a 600 km, al mismo tiempo que la precisión disminuía de un CEP de 1 km a 3,3 km. Las modificaciones debilitaron la estructura del misil, con lo que era habitual que se desintegrase durante la reentrada, lo cual acabó siendo una ventaja, ya que los misiles Patriot no lograban diferenciar la cabeza de combate de los restos del misil desintegrado, disminuyendo su eficacia.

## Contexto histórico
En la guerra entre Irán e Irak, los iraquíes se encontraron con la necesidad de un misil con alcance suficiente como para bombardear Teherán como réplica a los ataques iraníes sobre Bagdad. La respuesta fue el Al Hussein, que fue usado tanto contra Teherán durante la Guerra de las ciudades entre Irán e Irak, como contra las principales ciudades israelíes y las fuerzas aliadas situadas en Arabia Saudí durante la Guerra del Golfo, en 1991. Durante esta última se lanzaron 88 misiles Al Hussein, 42 contra Israel y 46 contra Arabia Saudí. Su mayor éxito en este último país tuvo lugar cuando uno de los proyectiles alcanzó los cuarteles de una compañía logística del Ejército de los Estados Unidos cerca de la base aérea de Dhahran, provocando la muerte de 28 soldados y heridas graves a  otros 100.